# Pablo Zarnicki
Pablo Zarnicki (* 12. November 1972 in Bulnes/Argentinien) ist ein argentinischer Schachmeister.

## Leben
Zarnicki gewann 1992 als dritter Argentinier nach Óscar Panno und Carlos Bielicki die Juniorenweltmeisterschaft U20 in Buenos Aires. 1994 verlieh ihm die FIDE den Großmeistertitel. Zarnicki ist in Argentinien ein gefragter Trainer.
Seine Elo-Zahl beträgt 2520 (Stand: Dezember 2014). Damit läge er auf Platz 9 der argentinischen Rangliste, er wird jedoch als inaktiv geführt, da er nach dem im Oktober 2010 in Buenos Aires ausgetragenen Festival de Ajedrez por la Memoria y Bicentenario keine Elo-gewertete Partie mehr gespielt hat. Im Juli 1995 erreichte er seine höchste Elo-Zahl von 2570.

## Nationalmannschaft
Mit der argentinischen Mannschaft nahm Zarnicki an den Schacholympiaden 1992, 1994, 1996, 2002 und 2006 teil. Bei der Schacholympiade 1994 in Moskau erreichte er das zweitbeste Einzelergebnis am vierten Brett. Außerdem erreichte er bei der panamerikanischen Mannschaftsmeisterschaft 1995 mit der Mannschaft den zweiten Platz und in der Einzelwertung den dritten Platz am Spitzenbrett und gewann die U26-Mannschaftsweltmeisterschaften 1993 und 1997.